# Blidsberg
Blidsberg est une localité de la commune d'Ulricehamn dans le comté de Västra Götaland en Suède.
Sa population était de 596 habitants en 2019.